# 2. hokejbalová liga mužů
2. hokejbalová liga mužů, je třetí nejvyšší soutěží v Česku. Nově byla rozdělena pouze na dva regiony: Východ a Střed. Celkem ligu hraje 28 týmů, z toho 10 z regionu Východ a 18 z regionu Střed.

## Účastníci ligy regionu Čechy
Sezona 23/24
Čechy střed:
- Rafani Rebel Praha
- HBC Tygři Mladá Boleslav B
- HBC Hostivař "B"
- TJ Kovo Praha "B"
- HBC Rakovník
- HBC Kladno "B"
- HBC Defekt Třebíz
- HC Red wings Hrdlořezy

Čechy východ
- HBC Hradec králové 1988 "B"
- Ježci Heřmanův Městec "B"
- HBC Pardubice "B"
- SK Prachovice
- HC Jestřábi Přelouč
- SK Hokejbal Letohrad "B"
- HBC Chlumec nad Cidlinou
- HBC Svítkov Stars Pardubice "B"
- TJ Sršni Svitavy

Čechy západ
- HBC Plzeň "B"
- HBC Plzeň-Litice
- SK Horní Bříza
- TJ Tatran Třemošná
- TJ Snack Dobřany "B"
- HC Buldoci Stříbro
- HBC Rolling balvans Plzeň
- HBC Taurus Plzeň
- SK Inter Blovice

Čechy Jih
- HC ŠD Písek
- TJ HBC Olymp Jindřichův Hradec
- HBC Zliv
- HBC Prachatice "B"
- TJ Sokol Planá nad Lužnicí
- SK Suchdol nad Lužnicí "B"
- HBC Vikings České Budějovice
- TJ Blatná Datels "B"
- SK Beer Stars Pluhův Žďár
- HBC Prachatice "C"
- TGB Swietelsky Pedagog České Budějovice "B"

Čechy Sever
- Panthers Kadaň
- SK Dubí
- HSÚ Berani Ústí nad Labem
- HBC Dandy Malé Březno
- HBC Ještěři Ústí nad Labem
- SHC Killers Litoměřice
- HBC Coma Team
- Elba DDM Ústí nad Labem "B"

## Účastníci ligy  regionu Morava
Sezona 20234/25
Morava Sever
- SK IHC Jaselská Opava
- HBK Karviná "B"
- TJ Sokol Poruba
- HBC All Blacks Olomouc
- HBK Vsetín
- HC Warriors Havířov

Morava Jih
- Eagles Brno
- HBC Flyers Jihlava
- HBC Hodonín
- HBK Bulldogs Brno "B"
- JVSK SLZA Okříšky
- SK Jihlava
- SK Sudoměřice